# Трилинейная фильтрация
Трилинейная фильтрация — усовершенствованный вариант билинейной фильтрации.
MIP-текстурирование, повышая чёткость изображения и процент попаданий в кэш на дальних расстояниях, имеет серьёзный недостаток: ясно видны границы раздела между MIP-уровнями. Трилинейная фильтрация позволяет исправить этот недостаток ценой некоторого снижения резкости текстур.
Для этого цвет пикселя высчитывается как средневзвешенное восьми текселей: по четыре на двух соседних MIP-текстурах. В случае, если формулы MIP-текстурирования дают самую крупную или самую маленькую из MIP-текстур, трилинейная фильтрация вырождается в билинейную.
С недостаточной резкостью борются, устанавливая отрицательный mip bias — то есть, текстуры берутся более детальные, чем нужно было бы без трилинейной фильтрации.